# نيما ويلسون
نيما ويلسون (بالإنجليزية: Niamh Wilson) (و. 1997  م) هي ممثلة أفلام كندية، ولدت في أوكفيل، أونتاريو.
.

## وصلات خارجية
- نيما ويلسون على موقع IMDb (الإنجليزية)
- نيما ويلسون على موقع ألو سيني (الفرنسية)
- نيما ويلسون على موقع أول موفي (الإنجليزية)
- نيما ويلسون على موقع قاعدة بيانات الأفلام السويدية (السويدية)
- نيما ويلسون على موقع قاعدة بيانات الفيلم (الإنجليزية)
- نيما ويلسون على موقع كينوبويسك (الروسية)